# 機率幅
在量子力學裏，機率幅（英語：Probability amplitude），又稱為量子幅，是一個描述量子行為的複數量。事實上是表示初始量子態（ {\displaystyle \psi _{i}} ）和終末量子態( {\displaystyle \psi _{f}} )的兩個希爾伯特向量的內積（{\displaystyle \langle \psi _{f},\,\psi _{i}\rangle }）；而這個機率幅的絕對值平方就是與從狀態 {\displaystyle \psi _{i}} 躍遷到狀態 {\displaystyle \psi _{f}} 的機率密度 {\displaystyle P} ：
{\displaystyle P={\left|\langle \psi _{f},\psi _{i}\rangle \right|}^{2}}

## 非相對論量子力學
在不可考慮狹義相對論的狀況下，物理上假設微觀粒子的純態都可以用波函数代表，而在種情況下，若 {\displaystyle \psi :\mathbb {R} ^{3}\to \mathbb {C} } 和 {\displaystyle \phi :\mathbb {R} ^{3}\to \mathbb {C} } 各為兩個表純態的平方可積波函數，那這樣兩者間的機率幅就是：
{\displaystyle \langle \psi ,\phi \rangle =\int _{\mathbb {R} ^{3}}\psi \cdot {\bar {\phi }}\,d^{3}x}

## 參閱
- 機率流
- 薛丁格方程
- 量子態
- 玻恩定則